# Duma (Sprache)
Duma (auch Adouma, Aduma, Badouma, Douma und Liduma) ist eine Bantusprache und wird von circa 9840 Menschen in Gabun gesprochen (Zensus 2000).
Sie ist in der Provinz Haut-Ogooué in der Nähe von Lastoursville bei Franceville verbreitet.

## Klassifikation
Duma ist eine Nordwest-Bantusprache und gehört zur Njebi-Gruppe, die als Guthrie-Zone B50 klassifiziert wird. Die Sprache Njebe wird von Sprechern der Sprache Duma verstanden.